# Petőfiszállási tanyák megállóhely
Petőfiszállási tanyák megállóhely egy Bács-Kiskun vármegyei vasúti megállóhely Petőfiszállás településen, a MÁV üzemeltetésében. A község déli határszéle közelében, ritkásan lakott külterületek között helyezkedik el, közúti elérését csak alsóbbrendű helyi utak biztosítják.

## Vasútvonalak
A megállóhelyet az alábbi vasútvonalak érintik:
- Cegléd–Szeged-vasútvonal

## Kapcsolódó állomások
A megállóhelyhez az alábbi állomások vannak a legközelebb:
- Petőfiszállás vasútállomás (Cegléd–Szeged-vasútvonal)
- Csengele vasútállomás (Cegléd–Szeged-vasútvonal)

## Forgalom
| Járat        | Útvonal | Gyakoriság   |
| ------------ | --- | ------------ |
| személyvonat | Kiskunfélegyháza – Selymes – Petőfiszállás – Petőfiszállási tanyák – Csengele | Napi 1-2 pár |
| személyvonat | Kiskunfélegyháza – Selymes – Petőfiszállás – Petőfiszállási tanyák – Csengele – Kisteleki szőlők – Kistelek – Kapitányság – Balástya – Őszeszék – Vilmaszállás – Szatymaz – Jánosszállás – Kiskundorozsma – Szeged | Napi 4-5 pár |